# K-パックス
K-パックス（K-PAX）は、ジーン・ブリュワーのSF小説シリーズ。現在までに4巻まで発売されている。1巻目のK-Paxは、2001年にケヴィン・スペイシー主演で映画化された。
当初トライロジー（3作部）として発表されたが、3巻目の発売から5年後の2007年にK-Pax IV: A New Visitor From The Constellation Lyraが発売された。

## シリーズ
- K-Pax (1995)
- K-Pax II: On a Beam of Light (2001)
- K-Pax III: Worlds of Prot (2002)
- K-Pax IV: A New Visitor From The Constellation Lyra (2007)